# باشگاه فوتبال سنترال
باشگاه فوتبال سنترال یک باشگاه فوتبال حرفه‌ای از ترینیداد و توباگو است که در کالیفرنیا واقع شده است و در لیگ برتر تی‌تی بازی می‌کند. سنترال که در سال ۲۰۱۲ تأسیس شد، بیست و یکمین تیمی بود که به لیگ برتر پیوست و مسابقات خانگی خود را در ورزشگاه آتو بولدون واقع در نزدیکی کووا انجام می‌دهد.

## تاریخچه
باشگاه فوتبال سنترال در ژوئیه ۲۰۱۲ با هدف تبدیل شدن به یک باشگاه با موفقیت در زمین و یک باشگاه فعال در جامعه خود تأسیس شد. در فصل اول باشگاه، سنترال دوازده پروژه طراحی شده برای ترویج فوتبال در جامعه محلی را تکمیل کرد. برنت سانچو، بازیکن سابق تیم ملی ترینیداد و توباگو، مدیر اجرایی این تیم بود.
در ۱۳ اوت ۲۰۱۲، گراهام ریکس بازیکن سابق آرسنال و انگلیس به عنوان اولین مربی باشگاه برای اولین فصل لیگ برتر خود انتخاب شد. با این حال، زمانی که ریکس پس از تنها پنج ماه استعفا داد و به زادگاهش انگلستان بازگشت، باشگاه مربی سابق سن خوان جابلوته و ملی پوش انگلیسی تری فنویک را منصوب کرد.

## افتخارات

### داخلی
- لیگ برتر تی‌تی
  - ۳ قهرمانی
- جام حذفی
  - ۲ نایب قهرمانی
- جام فرست سیتیزنز
  - ۲ قهرمانی

### منطقه‌ای
- جام باشگاه‌های کارائیب
  - ۲ قهرمانی